# Trgetari
Trgetari is een plaats in de gemeente Raša in de Kroatische provincie Istrië. De plaats telt 59 inwoners (2001).